# 一志郡
一志郡为過去位於日本三重縣中部的郡，已於2006年1月1日因無管轄町村而被廢除。
在1879年實施郡區町村編制法時的轄區包括現在的津市南半部地區和松阪市的北部區域部分地區。

## 歷史
過去在令制國時代屬於伊勢國，14世紀後成為北畠氏的勢力範圍，並在此興建霧山城和阿坂城，其中霧山城更是北畠氏的主要居城，直到16世紀末被織田信長攻陷。
江戶時代後分屬津藩、久居藩及紀伊藩，19世紀末明治維新實施廢藩置縣後，改隸屬津縣、久居縣和和歌山縣，直到1872年第一次府縣整併後才全數劃入度會縣，1876年的第二次府縣整併中，又隨著度會縣一同被併入三重縣。
在1879年實施郡區町村編製法時，正式的設置了近代的行政區劃「一志郡」，並在久居城下（位於現在的松阪市）設置「一志郡役所」。

### 沿革

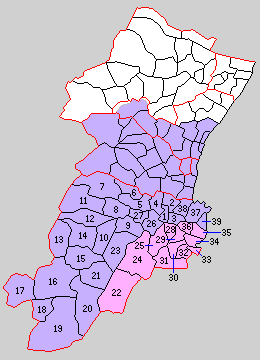
1889年一志郡轄下的行政區劃：
1.久居町、2.本村、3.桃園村、4.戶木村、5.七栗村、6.稻葉村、7.榊原村、8.大三村、9.大井村、10.川口村、11.佐田村、12.八山村、13.境村、14.家城村、15.竹原村、16.八知村、17.太郎生村、18.伊勢地村、19.八幡村、20.多氣村、21.下之川村、22.宇氣鄉村、23.波瀨村、24.中鄉村、25.豐地村、26.川合村、27.高岡村、28.中川村、29.豐田村、30.中原村、31.阿坂村、32.米之庄村、33.松崎村、34.天白村、35.鵲村、36.小野江村、37.雲出村、38.高茶屋村、39.矢野村
（紫色：現屬津市、桃：現屬松阪市）

- 1889年4月1日：實施郡制（日语：郡制），一志郡下設：久居町、本村（日语：本村 (三重県)）、桃園村（日语：桃園村 (三重県)）、戶木村（日语：戸木町）、七栗村（日语：七栗村）、稻葉村（日语：稲葉町 (津市)）、榊原村（日语：榊原村）、大三村（日语：大三村）、大井村（日语：大井村 (三重県)）、川口村（日语：白山町川口）、佐田村（日语：倭村 (三重県)）、八山村（日语：八ツ山村）、境村（日语：境村 (三重県)）、家城村（日语：家城町）、竹原村（日语：竹原村 (三重県)）、八知村（日语：美杉町八知）、太郎生村（日语：美杉町太郎生）、伊勢地村（日语：伊勢地村）、八幡村（日语：八幡村 (三重県)）、多氣村（日语：多気村 (三重県)）、下之川村（日语：美杉町下之川）、宇氣鄉村（日语：宇気郷村）、波瀨村（日语：一志町波瀬）、中鄉村（日语：中郷村 (三重県)）、豐地村（日语：豊地村）、川合村（日语：川合村 (三重県)）、高岡村（日语：高岡村 (三重県)）、中川村（日语：中川村 (三重県一志郡)）、豐田村（日语：豊田村 (三重県)）、中原村（日语：中原村 (三重県)）、阿坂村（日语：阿坂村）、米之村、松崎村（日语：松ヶ崎村 (三重県)）、天白村（日语：天白村 (三重県)）、鵲村（日语：鵲村）、小野江村（日语：小野江村）、雲出村（日语：雲出村）、高茶屋村（日语：高茶屋）、矢野村（日语：香良洲町）。（1町38村）
- 1891年6月12日：佐田村改名為倭村（日语：倭村 (三重県)）。
- 1897年9月1日：實施郡制（日语：郡制）。
- 1923年4月1日：廢除郡會和郡參事會。
- 1926年7月1日：廢除郡役所，此後郡不再作為行政區劃，只作為地名的表示。
- 1929年7月1日：矢野村改制並改名為香良洲町（日语：香良洲町）。（2町37村）
- 1931年4月1日：本村被併入久居町。（2町36村）
- 1939年7月1日：高茶屋村被併入津市。（2町35村）
- 1940年11月3日：境村被併入家城村，同時家城村改制為家城町（日语：家城町）。（3町33村）
- 1952年6月15日：雲出村被併入津市。（3町32村）
- 1954年10月15日：阿坂村和松崎村被併入松阪市。（3町30村）
- 1955年1月15日：大井村、波瀨村、川合村、高岡村合併為一志町（日语：一志町）。（4町26村）
- 1955年3月1日：久居町、桃園村、戶木村、七栗村、稻葉村、榊原村合併為新設立的久居町。（4町21村）
- 1955年3月15日：（5町5村）
  - 家城町、川口村、大三村、倭村、八山村合併為白山町（日语：白山町）。
  - 中鄉村、豐地村、中川村、豐田村、中原村和宇氣鄉村的小原地區、上小川地區合併為嬉野町（日语：嬉野町 (三重県)），同時宇氣鄉村的其餘地區被併入松阪市。
  - 竹原村、八知村、太郎生村、伊勢地村、八幡村、多氣村、下之川村合併為美杉村（日语：美杉村）。
- 1955年3月21日：米之庄村、天白村、鵲村、小野江村合併為三雲村（日语：三雲町）。（5町2村）
- 1955年4月5日：一志町的部分地區被併入久居町。
- 1970年8月1日：久居町改制為久居市，同時脫離一志郡的管轄。（4町2村）
- 1986年4月1日：三雲村改制為三雲町（日语：三雲町）。（5町1村）
- 2005年1月1日：嬉野町、三雲町和松阪市、飯南郡飯南町（日语：飯南町 (三重県)）、飯高町（日语：飯高町）合併為新設立的松阪市[2]，同時脫離一志郡的管轄。（3町1村）
- 2006年1月1日：香良洲町、一志町、白山町、美杉村和津市、久居市、安藝郡河藝町（日语：河芸町）、藝濃町（日语：芸濃町）、美里村（日语：美里村 (三重県)）、安濃町（日语：安濃町）合併為新設立的津市[3]，同時一志郡因無管轄町村而被廢除。

### 變遷表
| 1889年4月1日             | 1889年 - 1912年          | 1912年 - 1944年                   | 1912年 - 1944年                   | 1945年 - 1954年                   | 1955年 - 1989年                   | 1955年 - 1989年                   | 1989年 - 現在             | 現在                      |
| ------------------------ | ------------------------ | --------------------------------- | --------------------------------- | --------------------------------- | --------------------------------- | --------------------------------- | ------------------------- | ------------------------- |
| 高茶屋村                 | 高茶屋村                 | 1939年7月1日 併入津市             | 1939年7月1日 併入津市             | 1939年7月1日 併入津市             | 津市                              | 津市                              | 2006年1月1日 合併為津市   | 2006年1月1日 合併為津市   |
| 雲出村                   | 雲出村                   | 雲出村                            | 雲出村                            | 1952年6月15日 併入津市            | 津市                              | 津市                              | 2006年1月1日 合併為津市   | 2006年1月1日 合併為津市   |
| 久居町                   | 久居町                   | 久居町                            | 久居町                            | 久居町                            | 1955年3月1日 合併為久居町         | 1970年8月1日 改制為久居市         | 2006年1月1日 合併為津市   | 2006年1月1日 合併為津市   |
| 本村                     | 本村                     | 1931年4月1日 併入久居町           | 久居町                            | 久居町                            | 1955年3月1日 合併為久居町         | 1970年8月1日 改制為久居市         | 2006年1月1日 合併為津市   | 2006年1月1日 合併為津市   |
| 桃園村                   |                          |                                   |                                   |                                   | 1955年3月1日 合併為久居町         | 1970年8月1日 改制為久居市         | 2006年1月1日 合併為津市   | 2006年1月1日 合併為津市   |
| 戶木村                   |                          |                                   |                                   |                                   | 1955年3月1日 合併為久居町         | 1970年8月1日 改制為久居市         | 2006年1月1日 合併為津市   | 2006年1月1日 合併為津市   |
| 七栗村                   |                          |                                   |                                   |                                   | 1955年3月1日 合併為久居町         | 1970年8月1日 改制為久居市         | 2006年1月1日 合併為津市   | 2006年1月1日 合併為津市   |
| 稻葉村                   |                          |                                   |                                   |                                   | 1955年3月1日 合併為久居町         | 1970年8月1日 改制為久居市         | 2006年1月1日 合併為津市   | 2006年1月1日 合併為津市   |
| 榊原村                   |                          |                                   |                                   |                                   | 1955年3月1日 合併為久居町         | 1970年8月1日 改制為久居市         | 2006年1月1日 合併為津市   | 2006年1月1日 合併為津市   |
| 大三村                   | 大三村                   | 大三村                            | 大三村                            | 大三村                            | 1955年3月15日 合併為白山町        | 1955年3月15日 合併為白山町        | 2006年1月1日 合併為津市   | 2006年1月1日 合併為津市   |
| 川口村                   |                          |                                   |                                   |                                   | 1955年3月15日 合併為白山町        | 1955年3月15日 合併為白山町        | 2006年1月1日 合併為津市   | 2006年1月1日 合併為津市   |
| 佐田村                   | 1891年6月12日 改名為倭村 | 1891年6月12日 改名為倭村          | 1891年6月12日 改名為倭村          | 1891年6月12日 改名為倭村          | 1955年3月15日 合併為白山町        | 1955年3月15日 合併為白山町        | 2006年1月1日 合併為津市   | 2006年1月1日 合併為津市   |
| 八山村                   |                          |                                   |                                   |                                   | 1955年3月15日 合併為白山町        | 1955年3月15日 合併為白山町        | 2006年1月1日 合併為津市   | 2006年1月1日 合併為津市   |
| 境村                     | 境村                     | 1940年11月3日 併入家城村          | 1940年11月3日 改制為家城町        | 1940年11月3日 改制為家城町        | 1955年3月15日 合併為白山町        | 1955年3月15日 合併為白山町        | 2006年1月1日 合併為津市   | 2006年1月1日 合併為津市   |
| 家城村                   |                          |                                   | 1940年11月3日 改制為家城町        | 1940年11月3日 改制為家城町        | 1955年3月15日 合併為白山町        | 1955年3月15日 合併為白山町        | 2006年1月1日 合併為津市   | 2006年1月1日 合併為津市   |
| 大井村                   | 大井村                   | 大井村                            | 大井村                            | 大井村                            | 1955年1月15日 合併為一志町        | 1955年1月15日 合併為一志町        | 2006年1月1日 合併為津市   | 2006年1月1日 合併為津市   |
| 波瀨村                   |                          |                                   |                                   |                                   | 1955年1月15日 合併為一志町        | 1955年1月15日 合併為一志町        | 2006年1月1日 合併為津市   | 2006年1月1日 合併為津市   |
| 川合村                   |                          |                                   |                                   |                                   | 1955年1月15日 合併為一志町        | 1955年1月15日 合併為一志町        | 2006年1月1日 合併為津市   | 2006年1月1日 合併為津市   |
| 高岡村                   |                          |                                   |                                   |                                   | 1955年1月15日 合併為一志町        | 1955年1月15日 合併為一志町        | 2006年1月1日 合併為津市   | 2006年1月1日 合併為津市   |
| 竹原村                   | 竹原村                   | 竹原村                            | 竹原村                            | 竹原村                            | 1955年3月15日 合併為美杉村        | 1955年3月15日 合併為美杉村        | 2006年1月1日 合併為津市   | 2006年1月1日 合併為津市   |
| 八知村                   |                          |                                   |                                   |                                   | 1955年3月15日 合併為美杉村        | 1955年3月15日 合併為美杉村        | 2006年1月1日 合併為津市   | 2006年1月1日 合併為津市   |
| 太郎生村                 |                          |                                   |                                   |                                   | 1955年3月15日 合併為美杉村        | 1955年3月15日 合併為美杉村        | 2006年1月1日 合併為津市   | 2006年1月1日 合併為津市   |
| 伊勢地村                 |                          |                                   |                                   |                                   | 1955年3月15日 合併為美杉村        | 1955年3月15日 合併為美杉村        | 2006年1月1日 合併為津市   | 2006年1月1日 合併為津市   |
| 八幡村                   |                          |                                   |                                   |                                   | 1955年3月15日 合併為美杉村        | 1955年3月15日 合併為美杉村        | 2006年1月1日 合併為津市   | 2006年1月1日 合併為津市   |
| 多氣村                   |                          |                                   |                                   |                                   | 1955年3月15日 合併為美杉村        | 1955年3月15日 合併為美杉村        | 2006年1月1日 合併為津市   | 2006年1月1日 合併為津市   |
| 下之川村                 |                          |                                   |                                   |                                   | 1955年3月15日 合併為美杉村        | 1955年3月15日 合併為美杉村        | 2006年1月1日 合併為津市   | 2006年1月1日 合併為津市   |
| 矢野村                   | 矢野村                   | 1929年7月1日 改制並改名為香良洲町 | 1929年7月1日 改制並改名為香良洲町 | 1929年7月1日 改制並改名為香良洲町 | 1929年7月1日 改制並改名為香良洲町 | 1929年7月1日 改制並改名為香良洲町 | 2006年1月1日 合併為津市   | 2006年1月1日 合併為津市   |
| 米之村                   | 米之村                   | 米之村                            | 米之村                            | 米之村                            | 1955年3月21日 合併為三雲村        | 1986年4月1日 改制為三雲町         | 2005年1月1日 合併為松阪市 | 2005年1月1日 合併為松阪市 |
| 天白村                   |                          |                                   |                                   |                                   | 1955年3月21日 合併為三雲村        | 1986年4月1日 改制為三雲町         | 2005年1月1日 合併為松阪市 | 2005年1月1日 合併為松阪市 |
| 鵲村                     |                          |                                   |                                   |                                   | 1955年3月21日 合併為三雲村        | 1986年4月1日 改制為三雲町         | 2005年1月1日 合併為松阪市 | 2005年1月1日 合併為松阪市 |
| 小野江村                 |                          |                                   |                                   |                                   | 1955年3月21日 合併為三雲村        | 1986年4月1日 改制為三雲町         | 2005年1月1日 合併為松阪市 | 2005年1月1日 合併為松阪市 |
| 中鄉村                   | 中鄉村                   | 中鄉村                            | 中鄉村                            | 中鄉村                            | 1955年3月15日 合併為嬉野町        | 1955年3月15日 合併為嬉野町        | 2005年1月1日 合併為松阪市 | 2005年1月1日 合併為松阪市 |
| 豐地村                   |                          |                                   |                                   |                                   | 1955年3月15日 合併為嬉野町        | 1955年3月15日 合併為嬉野町        | 2005年1月1日 合併為松阪市 | 2005年1月1日 合併為松阪市 |
| 中川村                   |                          |                                   |                                   |                                   | 1955年3月15日 合併為嬉野町        | 1955年3月15日 合併為嬉野町        | 2005年1月1日 合併為松阪市 | 2005年1月1日 合併為松阪市 |
| 豐田村                   |                          |                                   |                                   |                                   | 1955年3月15日 合併為嬉野町        | 1955年3月15日 合併為嬉野町        | 2005年1月1日 合併為松阪市 | 2005年1月1日 合併為松阪市 |
| 中原村                   |                          |                                   |                                   |                                   | 1955年3月15日 合併為嬉野町        | 1955年3月15日 合併為嬉野町        | 2005年1月1日 合併為松阪市 | 2005年1月1日 合併為松阪市 |
| 宇氣鄉村                 |                          |                                   |                                   |                                   |                                   |                                   | 2005年1月1日 合併為松阪市 | 2005年1月1日 合併為松阪市 |
| 1955年3月15日 併入松阪市 | 松阪市                   |                                   |                                   |                                   |                                   |                                   | 2005年1月1日 合併為松阪市 | 2005年1月1日 合併為松阪市 |
| 阿坂村                   | 阿坂村                   | 阿坂村                            | 阿坂村                            | 1954年10月15日 併入松阪市         | 1954年10月15日 併入松阪市         |                                   | 2005年1月1日 合併為松阪市 | 2005年1月1日 合併為松阪市 |
| 松崎村                   | 松阪市                   |                                   |                                   | 1954年10月15日 併入松阪市         | 1954年10月15日 併入松阪市         |                                   | 2005年1月1日 合併為松阪市 | 2005年1月1日 合併為松阪市 |